# John Beaumont, 1. Viscount Beaumont
John Beaumont, 1. Viscount Beaumont KG (* um 1409; † 10. Juli 1460 in Northampton) war ein englischer Adeliger und die erste Person, der der Titel Viscount verliehen wurde.

## Leben
John Beaumont beerbte seinen Vater Henry Beaumont, 5. Baron Beaumont, bereits im Alter von vier Jahren. Er wuchs auf der Burg Folkingham Castle in Lincolnshire auf.  
Nachdem er großjährig geworden war, erhielt er von der Krone den ihm zustehenden Sitz im englischen Oberhaus und nahm an den Sitzungen des House of Lords vom 25. Februar 1431 bis zum 26. September 1439 teil. Er war ein treuer Anhänger der Lancaster-Partei und zeichnete sich sein Leben lang sowohl in den Rosenkriegen als auch am Hof der Lancaster-Könige als Höfling aus. Bereits am 19. Mai 1426 wurde er zum Knight of the Bath geschlagen. Wegen seiner Treue zum Haus Lancaster und seiner Verdienste belohnte ihn der König reichlich: Durch Patent vom 27. Juli 1436 wurde er zum Grafen (Comte) von Boulogne in Frankreich erhoben; bald darauf erhielt er den in England bisher noch nie verliehenen Titel eines Viscounts und wurde so durch Patent der 1. Viscount Beaumont am 12. Februar 1440. In diesem Patent wurde zusätzlich bestimmt, dass er den Vorrang vor allen Baronen des Reiches haben sollte. Später, etwa 1444/45, wurde dieser Vorrang in der Weise erweitert, dass er auch den Vortritt vor allen späteren Viscounts und vor den Erben der Earls haben sollte. Schon vorher hatte König Heinrich VI. am 18. Januar 1440 ihm The Feudal Viscountcy of Beaumont in France übertragen, die seine Vorfahren aus dem französischen Hause der Grafen von Brienne innegehabt hatten (siehe Baron Beaumont). 1441 wurde ihm dann auch noch der Hosenbandorden verliehen. Außerdem bekleidete er in England noch mehrere hohe politische Ämter: So war er von 1445 bis 1451 Constable of England und ab dem 8. Juli 1450 Lord Great Chamberlain.
Am 10. Juli 1460 starb er schließlich für die Sache der Lancaster: Er fiel in der Schlacht von Northampton.

## Ehen und Nachkommen
John Beaumont war zweimal verheiratet: Seine erste Ehe schloss er zwischen dem 24. Juli 1425 und dem 3. Juli 1436 mit Elisabeth, der Erbin von Sir William Phelip, KG, die vor dem 30. Oktober 1441 starb. Aus der Ehe gingen drei Kinder hervor.
- Joan Beaumont († 5. August 1466), ⚭ I) John Lovel, 8. Baron Lovel, ⚭ II) Sir William Stanley
- Henry Beaumont (* vor 1438; † zw. 10. August 1441 und 1460)
- William Beaumont, 2. Viscount Beaumont (* 23. April 1438; † 19. Dezember 1507)

Nach 1442 heiratete er in zweiter Ehe Katherine Neville, Tochter des Ralph Neville, 1. Earl of Westmorland, die ihn überlebte und nach 1464 Sir John Woodville heiratete, der zusammen mit seinem Vater, Richard Woodville, 1. Earl Rivers, am 12. August 1469 geköpft wurde.